# Різдво без Родні
«Різдво́ без Ро́дні» (англ. Christmas Without Rodney) — науково-фантастичне оповідання американського письменника Айзека Азімова. Вперше надруковане у 1988 році, входить до збірки оповідань «Мрії робота» («Robot Visions») (1990).

## Сюжет
До літнього подружжя Говарда та Грейсі, у яких вдома працює старий робот Родні, збирається приїхати на Різдво їхній син з дружиною та онуком. Грейсі умовляє Говарда надати Родні вихідні на цей час, щоб із застарілого Родні не глузувала зарозуміла невістка Гортензія. Знаючи, що діти приїдуть зі своїм власним надсучасним роботом Рембо (взагалі, імена на літеру Р, тепер дають тільки роботам), старенькі сподіваються на його допомогу у приготуванні свята. Але виявляється, що Рембо вміє тільки натискати на кнопки, а побут стареньких зовсім не автоматизований.
Гортензія забороняє навчати Рембо хатній роботі, оскільки це може попсувати його налаштування. Рембо згоден виконувати роботу під прямим і детальним керівництвом, але не Родні — робота застарілої конструкції, а людини. Прийшлось Говарду попрацювати 2 дні «перекладачем» між Родні та Рембо.
Ввечері перед Різдвом Говард побачив, як їхній внук Лерой наказав Родні принести його подарунок не чекаючи ранку. Коли Родні пояснив, що цим він засмутить дідуся і бабусю, Лерой розлючено вдарив металічного Родні і зламав собі палець. Гортензія одразу ж звинуватила Родні у порушенні Першого закону робототехніки. Говард, знаючи, що невістка не повірить його словам, пояснив, що у такому випадку Рембо, виконуючи Перший закон, не дозволив би Родні скоїти напад.
Після від'їзду ображених родичів, Говард вибачається перед Родні за їх образливу поведінку. На що Родні відповідає, що за минулі два дні він кілька разів жалкував, що мусить підкорятись Трьом законам робототехніки. Це змушує Говарда задуматись, де проходить межа між жалкуванням і відмовою підкорятись. 